# Agrotechnologia
Agrotechnologia – dziedzina nauki zajmująca się wykorzystaniem maszyn i narzędzi w produkcji roślinnej, z uwzględnieniem warunków glebowych oraz zasad efektywności ekonomicznej. Jej celem jest optymalizacja działań rolniczych zgodnie z zasadami racjonalnego gospodarowania poprzez minimalizację czasu pracy, zużycia energii oraz kosztów.